# Sarconema
Sarconema ist eine Gattung der Filarien mit fünf Arten. Die Parasiten befallen Entenvögel.

## Merkmale
Sarconema hat die Merkmale der Lemdaninae. Das Vorderende ist verjüngt, das Hinterende seitlich erweitert. Die Kutikula weist deutliche Querkämme oder -leisten auf. Der Ösophagus ist kräftig und muskulös. Die Spicula sind gleich oder nahezu gleich lang und ähneln sich in der Form. Die Kaudalpapillen sind klein und in zwei Reihen angeordnet. Die Vulva liegt in der Mitte des Ösophagus.

## Systematik
Das Interim Register of Marine and Nonmarine Genera weist folgende Arten aus:
- Sarconema anseris Sultanov, 1963
- Sarconema eurycerca Weher, 1939
- Sarconema pecta (Jairajpuri & Siddiqi, 1970)
- Sarconema pochardi (Ali, 1969)
- Sarconema pseudolabiata Belogurov, Daja & Sonin, 1966

Synonyme der Gattung sind Alifilaria Ali, 1969 und Farooqifilaria Jairajpuri & Siddiqi, 1970.